# Manuel Zamora Muñoz
Manuel Zamora Muñoz (* 1928 in Morón de la Frontera (Sevilla); † 2006 in Olot) war ein spanischer Maler, der in der Tradition der Schule von Olot stand.

## Leben
Zamora Muñoz war bereits als Jugendlicher nach Olot gekommen und studierte an der dortigen Kunsthochschule. Er hatte Technik, Thematik und Philosophie der dortigen Landschaftsmalereischule übernommen und für sich persönlich weiterentwickelt. Er differenzierte seine Malerei zu den ihm eigenen grauen, wolkigen Tönen in matten, zuweilen gespenstischen oder sich selbst auflösenden Landschaften.
Als hocherfahrener Maler konnte er mit nahezu absoluter Professionalität in zahlreichen Städten Ausstellungserfolge verbuchen. 1958 hatte er seine erste Individualausstellung in der Galería Icaria in Figueres. Es folgten Ausstellungen in Olot, Sabadell, Sitges, Blandas (Girona), Girona, Valencia, Barcelona, Madrid und viele andere mehr. 1972 gewann er in Castelló die Bronzemedaille für sein Werk. 1976 erhielt er den Preis Àncora de Oro (Goldener Anker) in Palamós für sein Werk.
Zamora Muñoz ist konsequent den Weg der naturalistischen Landschaftsmalerei gegangen und hat diesen für den Impressionismus geöffnet. Er brachte vor allen Dingen katalanische Landschaften ins Werk. Berühmt sind auch seine Stadtlandschaften von Barcelona (besonders die der Rambla), Ibiza und Cadaqués. Hervorzuheben in seiner Kunst ist die exzeptionelle Beherrschung der Farbtechnik, der Umgang mit Licht und Beleuchtung eines Bildes und die unglaublich große Spontanität in seinen Bildern.
Im Jahr 1991 wurde bei Imprenta Aubert, Olot, eine Monografie zu dem Künstler und seinem Werk herausgegeben.